# Alfred Grosser
Alfred Grosser (Frankfurt, 2 de janeiro de 1925 – Paris, 7 de janeiro de 2024) foi um sociólogo franco-alemão. Atuava como professor do Instituto de Estudos Políticos de Paris.

## Morte
Grosser morreu no dia 7 de janeiro de 2024, aos 99 anos.